# An tức hương Bắc bộ
An tức hương Bắc Bộ (hay còn gọi an tức Bắc bộ, 越南安息香 - Việt Nam an tức hương, cánh kiến trắng, bồ đề, danh pháp khoa học: Styrax tonkinensis) là một loài thực vật có hoa trong họ An tức hương. Loài này được (Pierre) Craib ex Hartwich miêu tả khoa học đầu tiên năm 1913.